# Мар-да-Палья
Мар-да-Палья (порт. Mar da Palha) — бухта Атлантического океана на западе Португалии, также считается иногда эстуарием реки Тежу. Название переводится с португальского и испанского языков как Соломенное море. Своё название залив получил, потому что Тежу несёт большое количество растительных остатков с многих сельскохозяйственных полей, расположенных вдоль реки.

## География
В месте впадения Тежу в бухту (38°51′51″ с. ш. 9°01′13″ з. д.)) находятся несколько аллювиальных островов, крупнейшие из которых — Кала ду Норте (Cala do Norte) и Кала дас Баркас. Бухта соединяется на западе с Атлантическим океаном (38°41′30″ с. ш. 9°08′00″ з. д.) узким проливом, пересечённым двумя мостами: Васко да Гама (самый протяжённый мост в Европе — его длина составляет 17,2 км, из которых 10 км проходят непосредственно над проливом) и им. 25 апреля.
В залив также впадают реки Санту-Эштеван и Транкан.
На правом берегу расположен Лиссабон. Вдоль всего берега находятся муниципалитеты: Алверка-ду-Рибатежу, Алкошети, Алмада, Баррейру, Монтижу, Повуа-де-Санта-Ирия, Сакавен, Сейшал.
В заливе при сочетании ветра и течения образуются относительно высокие волны, известные под названием Байладейрас (Bailadeiras — «балерины» по-португальски). На берегах бухты много водно-болотных угодий, в которых обитают многие виды птиц (некоторые — перелётные). На южном берегу создан природный заповедник Эстуариу-ду-Тежу.